# Bactrocera personata
Bactrocera personata är en tvåvingeart som först beskrevs av Hardy 1983.  Bactrocera personata ingår i släktet Bactrocera och familjen borrflugor. Inga underarter finns listade.